# Day of the Dead: Bloodline
 (mai 2018).
Si vous disposez d'ouvrages ou d'articles de référence ou si vous connaissez des sites web de qualité traitant du thème abordé ici, merci de compléter l'article en donnant les références utiles à sa vérifiabilité et en les liant à la section « Notes et références ».
Pour plus de détails, voir Fiche technique et Distribution.
Day of the Dead: Bloodline est un film d'horreur et d'épouvante américano-bulgare réalisé par Hèctor Hernández Vicens (es), sorti en 2018 sur la plateforme Netflix. Il s'agit d'un remake du film Le Jour des morts-vivants de George A. Romero.

## Synopsis
Zoé Parker, étudiante en médecine, se voit confrontée aux avances pressantes de l'un de ses patients, ayant pour particularité d'avoir un taux de globules blancs anormalement élevé. Au cours d'une soirée organisée à l'hôpital, les étudiants fêtent la fin de leurs examens lorsque d'étranges événements se produisent…

## Fiche technique
- Titre : Day of the Dead: Bloodline
- Réalisation : Hèctor Hernández Vicens
- Scénario : Lars Jacobson et Mark Tonderai
- Distributeur en France : Netflix
- Langue : anglais
- Genre : horreur, épouvante
- Budget : 8 millions de dollars
- Durée : 90 minutes
- Pays :  États-Unis,  Bulgarie
- Année de production : 2018
- Dates de sortie : 23 février 2018 (DVD, Blu-Ray), 5 avril 2018 (VOD)

## Distribution
- Sophie Skelton (VF : Sarah Cornibert)  : Zoé Parker
- Johnathon Schaech (VF : Julien Rampon-Lamard) : Max
- Jeff Gum : Miguel Salazar
- Marcus Vanco : Baca Salazar
- Mark Rhino Smith : Alphonse
- Shari Watson : Elise
- Cristina Serafini (it) : Elle
- Rachel O'Meara : Dr Beeman
- Teodora Duhovnikova (VF : Émilie Charbonnier) : Wendy

doublage
Studio : BTI Studios